# Parafia św. Mikołaja w Libiszowie
Parafia św. Mikołaja w Libiszowie – jedna z 11 parafii rzymskokatolickich z siedzibą w Libiszowie dekanatu opoczyńskiego diecezji radomskiej. 

## Historia

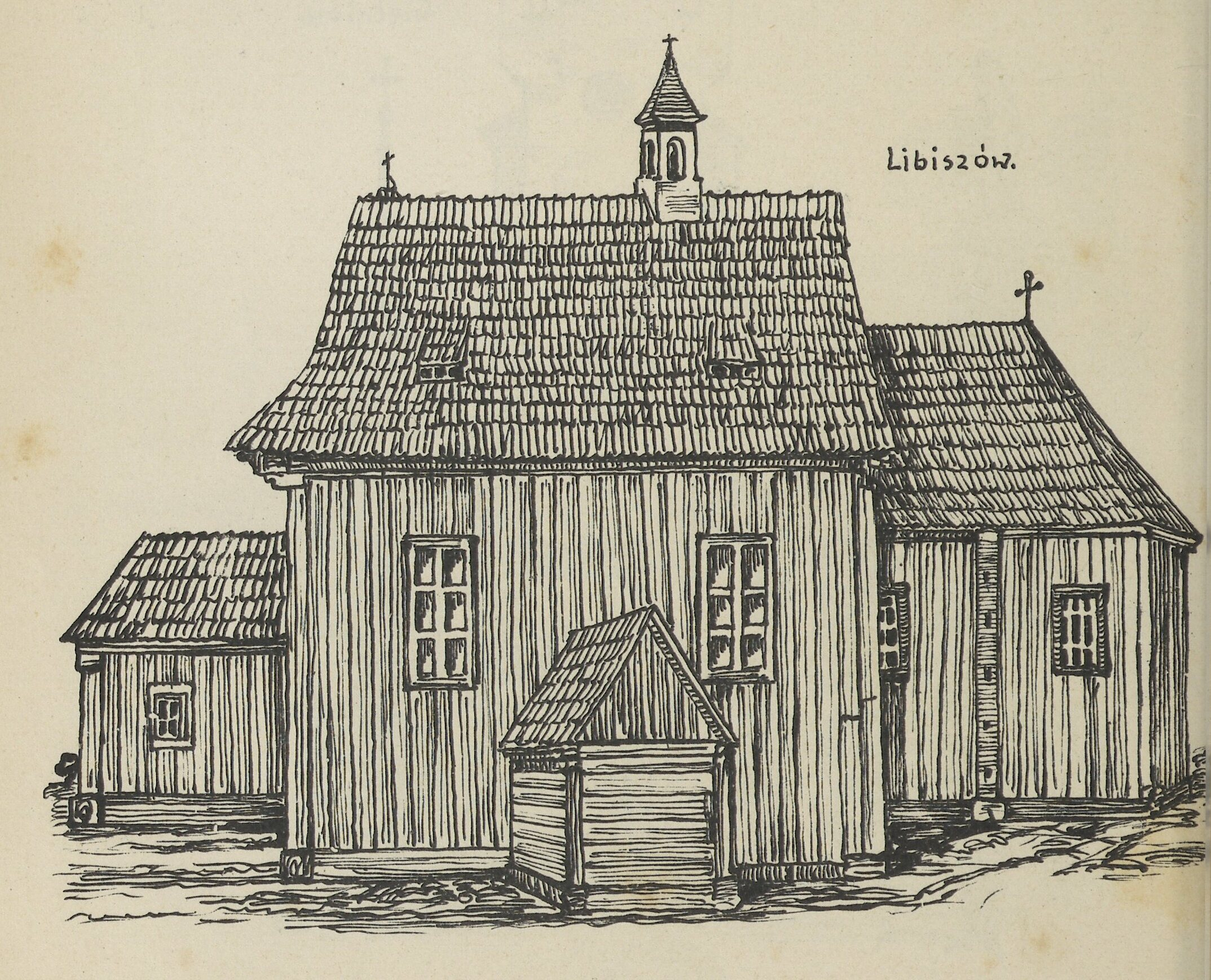
Kościół przed 1913

- Libiszów stanowił gniazdo rodu Libiszowskich, herbu Wieniawa. Parafia została tu erygowana przed 1442, z tego też okresu pochodził pierwotny drewniany kościół pw. św. Mikołaja, św. Małgorzaty i św. Katarzyny. Zapewne kolejny drewniany modrzewiowy, nie konsekrowany, spłonął w 1919. Obecna świątynia pw. św. Mikołaja, według planów arch. Stefana Szyllera z Warszawy, była budowana w latach 1910–1925 staraniem ks. Jana Kołdy ks. Romana Ścisłowskiego. W 1919 podczas pożaru kościoła drewnianego została zniszczona jedna ściana budowanej świątyni. Konsekrował kościół w 1925 bp. Paweł Kubicki. Świątynię odnawiano w 1971. Jest ona obiektem trójnawowym, wzniesionym z kamienia ciosanego w stylu neogotyckim.

## Proboszczowie
- 1945–1958 – ks. Leon Janicki
- 1958–1970 – ks. Jan Gajewski
- 1970–1983 – ks. Józef Śliwak
- 1984–1995 – ks. Jan Stanisławski
- 1995–2006 – ks. kan. Jan Medaj
- 2006–2018 – ks. Andrzej Zdzisław Bartosiński
- od 2018 – ks. Wiesław Mazur

## Zasięg parafii
Do parafii należą wierni z miejscowości: Brzuza, Buczek, Idzikowice, Kruszewiec, Kruszewiec-Kolonia, Libiszów, Libiszów-Kolonia, Międzybórz i Sobawiny.